# Erich Hohagen
Erich Hohagen (9 de janeiro de 1915 - 8 de março de 1990) foi um general alemão na Bundeswehr. Durante a Segunda Guerra Mundial, ele serviu na Luftwaffe e recebeu a Cruz de Cavaleiro da Cruz de Ferro da Alemanha Nazi.
Durante a sua carreira, Hohagen acumulou vários milhares de horas de voo em mais de 60 tipos de aeronaves diferentes e realizou mais de 500 missões de combate durante a Segunda Guerra Mundial. Um ás da aviação, ele foi creditado com 56 vitórias aéreas.
- Cruz de Cavaleiro da Cruz de Ferro em 6 de outubro de 1941 como Oberleutnant e líder do II./JG 51.[1]